# Hochschule Macromedia

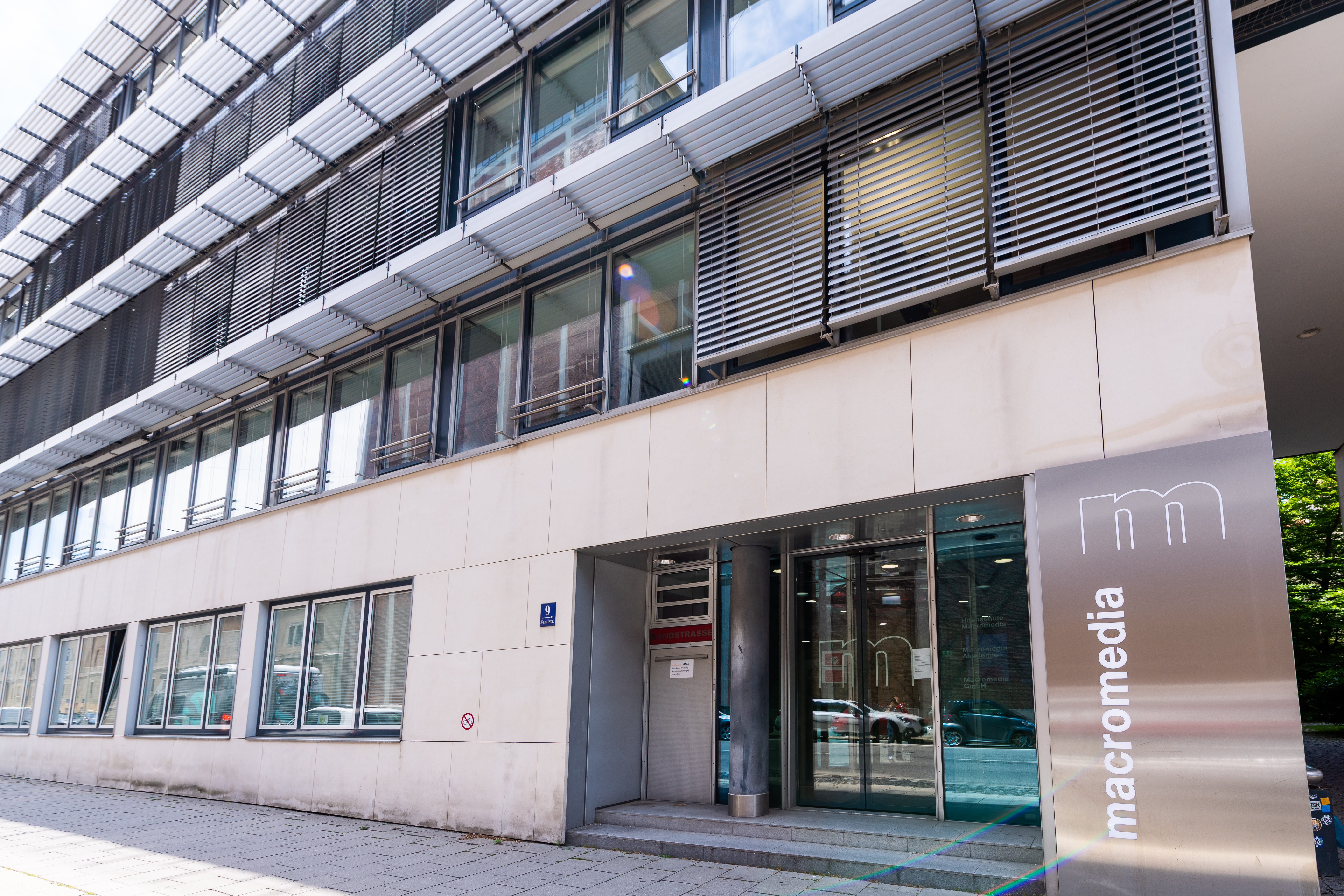
Sitz der Hochschule in der Sandstr. 9 in München

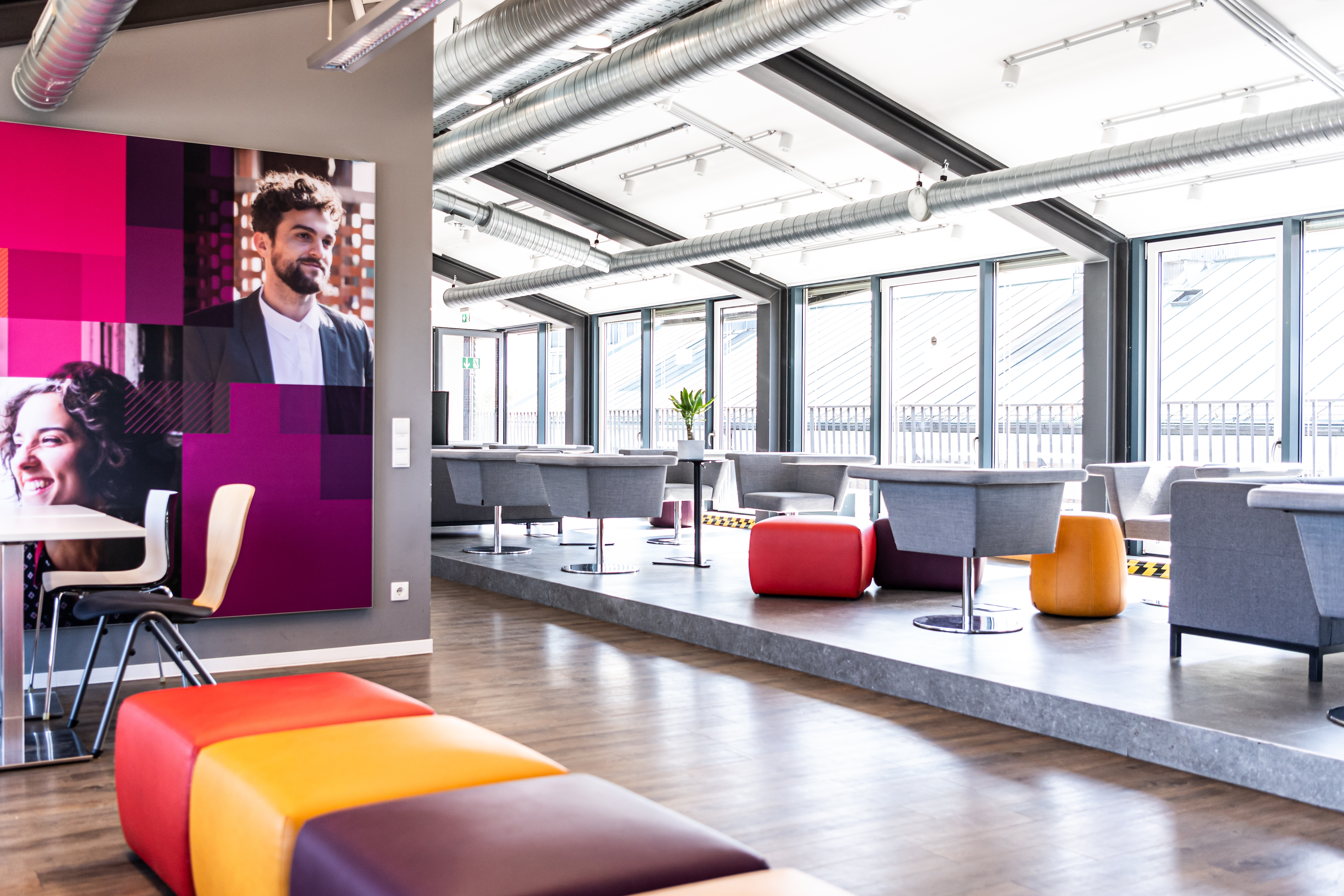
Der Macromedia-Campus in München

Die Hochschule Macromedia (bis 2008: MFM, Macromedia Fachhochschule der Medien, bis 2014: MHMK, Hochschule für Medien und Kommunikation) ist eine private Fachhochschule mit Gesellschaftssitz in Stuttgart. Sie wurde 2006 gegründet und bietet ein breit gefächertes Feld an Studiengängen an. Neben dem Sitz in Stuttgart unterhält die Hochschule weitere Standorte in Deutschland.

## Hochschule
Seit 2020 wird die Hochschule von Präsident Castulus Kolo geleitet, unterstützt von den Vizepräsidenten Florian Haumer und Joschka Mütterlein. Die Hochschule gliedert sich in zwei Fakultäten: die Fakultät für „Kultur, Medien und Psychologie“ unter der Leitung von Evelyn Kästner und die Fakultät für „Business, Design und Technologie“, geführt von Anna-Luisa Stöber.
Träger der Hochschule ist die Macromedia GmbH, die 1993 von Herbert Schmid-Eickhoff und Sabine Terjung in München gegründet wurde. Seit 2013 gehört sie zur internationalen Bildungsgruppe Galileo Global Education mit Hauptsitz in Paris. Geschäftsführer der Macromedia GmbH sind Marc Irmisch-Petit und Kamil-El-Ghali Senhaji.
Die Hochschule ist staatlich anerkannt und wurde vom Wissenschaftsrat institutionell re-akkreditiert. Zudem ist sie systemakkreditiert durch den deutschen Akkreditierungsrat und trägt das FIBAA-Qualitätssiegel für „Excellence in Digital Education“.
Seit Oktober 2018 gehört die ehemalige Hochschule für Kunst, Design und Populäre Musik Freiburg (hKDM) zur Hochschule Macromedia und trägt seitdem deren Namen. Im März 2019 wurde die bisherige Vitruvius Hochschule Teil der Macromedia und Leipzig zum – damals – siebten Campus der Hochschule Macromedia.

## Studienangebot
Die Hochschule Macromedia bietet staatlich anerkannte Bachelor- und Masterstudiengänge in deutscher und englischer Sprache an. Mit 15 Studiengängen und fast 50 Spezialisierungen deckt sie ein breites Feld ab – von Management, Medien und Kommunikation über digitale Technologien und Design bis hin zu Psychologie, Games, Journalismus, Film, Mode, Musik und Schauspiel.
Neben klassischen Campusstudiengängen besteht die Möglichkeit, viele Programme in hybrider Form zu absolvieren. Standorte gibt es in Stuttgart, München, Freiburg, Frankfurt, Köln, Leipzig, Berlin und Hamburg. Für das hybride Studienmodell „Macromedia Studium Plus“ stehen zusätzlich Studienzentren in Hannover und Düsseldorf zur Verfügung.

## Didaktik
Ein zentrales Merkmal aller Studiengänge ist der Fokus auf Zukunftskompetenzen, sogenannte Future Skills, (siehe Macromedia-Didaktikmodell mPower) sowie auf digitale Geschäftsmodelle. Ergänzt wird dies durch branchenspezifisches Fachwissen in Bereichen wie Management, Medien, digitale Technologien, Design, Psychologie, Games, Journalismus, Film, Mode, Musik und Schauspiel.
Charakteristisch für die Bachelor- und Masterprogramme sind praxisnahe Kooperations- und Forschungsprojekte mit Partnerunternehmen, integrierte Praktika, Auslandssemester sowie eine umfassende Förderung von Gründerinnen und Gründern. So ist das Modul „Entrepreneurship“ fester Bestandteil des Bachelorstudiums. Darüber hinaus stehen den Studierenden Angebote wie der Virtual Start-up-Incubator oder die Macromedia Start-up-Community zur Verfügung – einschließlich des Förderprojekts LEXIE in Zusammenarbeit mit der Paris School of Business.
Für das Auslandssemester kooperiert die Hochschule mit rund 30 Partneruniversitäten weltweit. Lehrveranstaltungen an diesen Hochschulen entsprechen den akademischen Standards der Macromedia und werden vollständig anerkannt.
Mit Modulen wie „Interdisziplinäres Projekt“, „Orientierungsprojekt“ und „Fokusprojekt“ – häufig in Zusammenarbeit mit Unternehmen – fördert die Hochschule gezielt den Praxisbezug und ermöglicht ihren Studierenden den Aufbau wertvoller Netzwerke.

## Netzwerk
Die Hochschule Macromedia ist Mitglied in zahlreichen Fach- und Forschungsverbänden auf nationaler und internationaler Ebene. Dazu zählen unter anderem der Art Directors Club, der BVMW (Bundesverband mittelständische Wirtschaft), der internationale Filmhochschulverband CILECT (inklusive GEECT), die Cumulus Global Association sowie die European Media Management Association (emma). Weitere Mitgliedschaften bestehen bei der European Public Relations Education and Research Association (EUPRERA), dem Fachverband Kulturmanagement und der International Communication Association (ICA).
Zusätzlich ist die Hochschule Teil des MedienCampus Bayern und des Verbands der Privaten Hochschulen (VPH). Weitere Kooperationen bestehen mit Organisationen wie dem Informationsdienst Wissenschaft (idw) und der European Communication Research and Education Association (ECREA).
Um ihre Leistungen international vergleichbar zu machen, nimmt die Hochschule regelmäßig an renommierten Hochschulrankings wie dem CHE, U-Multirank und dem Gründungsradar teil.

## Bekannte Lehrende (Auswahl)
Die folgende Aufzählung enthält aktive wie auch ehemalige namhafte Dozenten aller Standorte.
- Castulus Kolo: Medienmanagement
- Heiner Lauterbach: Schauspiel (Honorarprofessor)[14]
- Nicole Weegmann: Regie
- Almut Getto: Regie
- Marc Hertel: Regie
- Xaõ Seffcheque: Drehbuch
- Edgar von Cossart: Drehbuch
- Oliver Held: Postproduktion, Regie
- Marlis Prinzing: Journalismus
- Stephan Weichert: Journalismus
- Kim Otto: Politikjournalismus
- Andreas Elter: Politikjournalismus
- Stephan Kaußen: Sport- und Politikjournalismus
- Marcus Stumpf: Markenkommunikation und Werbung
- Michael Theede: Musikmanagement
- Marcus S. Kleiner: Live-Kommunikation und Entertainment[15]
- Johanna Sprondel: Medien- und Kommunikationsmanagement

## Filme
Die folgende Aufzählung enthält Werke von Filmstudierenden der Hochschule Macromedia (Standorte München, Köln), die einer erweiterten Öffentlichkeit bekannt wurden, etwa durch Teilnahme an renommierten Filmfestivals, Gewinn von Preisen, eine TV-Auswertung o. Ä.
- Toilets (2005/2006): Christine Repond[17]
- Jenseits der Linie (2010): Matthias Starte
- Kinderspiel (2010): Abschlussfilm von Lars Kornhoff
- Sprungbrett (2010/2011): Kurzdokumentarfilm von Daniel Jonas
- Ein Liebesspiel (2011): Julian Witt, Jan Gallasch und Tobias Herrmann
- Ab Morgen (2011): Stefan Elsenbruch und Raphael Wallner
- Schwitzkasten (2011): Christian Ricken
- Zweiakter (2010–2012): Oliver Wergers, Daniel Schleich, Patrick Steuber, Marc Menningmann
- Schlusspunkt (2012): Stephanie Olthoff
- Jean (2012): Alexander Jaschik, Nico Schwartau und Claude König
- Schnee in Rio (2014): Manuel Vogel und Konrad Simon
- Zwei Gesichter (2014): studentisches Initiativprojekt von Christian Schäfer und Glenn Büsing (u. a. durch die Hochschule Macromedia koproduziert)[18]
- Lost and Found (2015): Abschlussfilm von Claudia Seibl[19]
- Durch den Vorhang (2015): Abschlussfilm von Arkadij Khaet
- Anton (2016): Kurzfilm von Jonas Bongard
- Dieter Not Unhappy (2017): Abschlussfilm von Christian Schäfer und Glenn Büsing